# テルピネン-4-オール
テルピネン-4-オール(Terpinen-4-ol)は、化学式C10H18Oのテルペノールの異性体である。ティーツリーオイルの主成分の1つであり、ティーツリーの葉、枝、樹皮の抽出物から得られる。テルピネン-4-オール及びティーツリーオイルの基礎研究及び臨床研究が熱心に行われたにもかかわらず、生物学的特徴及び臨床用途への応用については2019年時点で確立されていない。ティーツリーオイルによる接触皮膚炎の要因である可能性がある。
セイヨウネズが産出し、この木が高い耐腐食性を持つ原因であると考えらえている。

## 合成
テルピネン-4-オールは、テルピノレン(1)の光酸化、生じたヒドロペルオキシドの還元(2)、末端二重結合の選択的水素化(3)により合成される。

テルピネン-4-オールの合成